# Liste der Naturdenkmale in Dürrröhrsdorf-Dittersbach
Die Liste der Naturdenkmale in Dürrröhrsdorf-Dittersbach nennt die Naturdenkmale in Dürrröhrsdorf-Dittersbach im sächsischen Landkreis Sächsische Schweiz-Osterzgebirge.

## Definition
„Naturdenkmäler sind rechtsverbindlich festgesetzte Einzelschöpfungen der Natur oder entsprechende Flächen bis zu fünf Hektar, deren besonderer Schutz erforderlich ist
1. aus wissenschaftlichen, naturgeschichtlichen oder landeskundlichen Gründen oder
2. wegen ihrer Seltenheit, Eigenart oder Schönheit.“

„§ 18 – Naturdenkmäler – (zu § 28 BNatSchG)
(1) Die Erklärung nach § 22 Abs. 1 BNatSchG von Teilen von Natur und Landschaft als Naturdenkmal erfolgt durch Rechtsverordnung oder Einzelanordnung.
(2) Über § 28 Abs. 1 BNatSchG hinaus können Naturdenkmäler zur Sicherung von Lebensgemeinschaften oder Lebensstätten von im Bestand gefährdeten oder streng geschützten Arten festgesetzt werden.“

## Liste
Link zu einem Kartenansichtstool, um Koordinaten zu setzen.
| Bild | Bezeichnung                                                            | Lage                                                         | Beschreibung              | Datum                                                          | Nummer  |
| ---- | ---------------------------------------------------------------------- | ------------------------------------------------------------ | ------------------------- | -------------------------------------------------------------- | ------- |
| BW   | Breiter Stein                                                          | (51° 1′ 4,5″ N, 14° 0′ 31,3″ O)                              |                           |                                                                | SSZ 005 |
| BW   | Findling südlich der Niemandsbüsche bei Wilschdorf                     | Wilschdorf (51° 3′ 31,2″ N, 14° 2′ 23,2″ O)                  | geologisches Naturdenkmal | Beschluss-Nr. 22/90 des Rat des Kreises Sebnitz vom 26.04.1990 | ssz 066 |
| BW   | Alteichenreihe bei Elbersdorf                                          | Dürrröhrsdorf (51° 1′ 22,7″ N, 13° 59′ 37,1″ O)              |                           | 2, 4, 5                                                        | ssz 068 |
| BW   | Schwarzerlengruppe an der Flurgrenze zwischen Helmsdorf und Wilschdorf | Niederhelmsdorf, Wilschdorf (51° 2′ 48,9″ N, 14° 0′ 58,6″ O) |                           | 1, 4                                                           | ssz 075 |
| BW   | Drei Altkiefern an der Wünschendorfer Straße bei Dittersbach           | Dittersbach (51° 1′ 53,2″ N, 13° 58′ 33,9″ O)                |                           | 1, 4, 5                                                        | ssz 076 |
| BW   | Hangwald am Pirnaer Steig bei Stürza                                   | (51° 0′ 9″ N, 14° 4′ 4,2″ O)                                 |                           |                                                                | SSZ 116 |
| BW   | Hangwald am Pirnaer Steig bei Stürza                                   | (51° 0′ 5,1″ N, 14° 3′ 55,2″ O)                              |                           |                                                                | SSZ 116 |
| BW   | Feldgeholz am Katzenberg bei Stürza                                    | (51° 1′ 21,7″ N, 14° 4′ 17,7″ O)                             |                           |                                                                | SSZ 117 |
| BW   | Steilhang im Wesenitztal bei Wilschdorf                                | (51° 2′ 42,7″ N, 14° 0′ 38,1″ O)                             |                           |                                                                | SSZ 120 |
| BW   | Wesenitztal mit Teufelskanzel                                          | (51° 1′ 44″ N, 13° 59′ 22,1″ O)                              |                           |                                                                | SSZ 121 |
| BW   | Teiche am Biensgraben Dobra                                            | (51° 0′ 26,7″ N, 14° 1′ 11,8″ O)                             |                           |                                                                | SSZ 133 |
| BW   | Ufers Berg bei Wilschdorf                                              | (51° 3′ 42,6″ N, 13° 59′ 41,2″ O)                            |                           |                                                                | SSZ 137 |
| BW   | Ufers Berg bei Wilschdorf                                              | (51° 3′ 34,4″ N, 13° 59′ 56,1″ O)                            |                           |                                                                | SSZ 137 |
| BW   | Netzleistenfelsen am Kuhberg                                           | (51° 0′ 55,3″ N, 14° 0′ 32″ O)                               |                           |                                                                | SSZ 144 |
| BW   | Nixensteine an der Wesenitz bei Porschendorf                           | (51° 0′ 56″ N, 14° 0′ 3,7″ O)                                |                           |                                                                | SSZ 145 |

Das Nummernschema des Landkreises unterscheidet
- Einzelnaturdenkmal = Kleinbuchstaben (ssz 001 Winterlinde in Neustadt; …)
- Flächennaturdenkmal = Großbuchstaben (SSZ 001 Erlpeterquelle Pirna; …)